# Clarté-Bewegung
Die Clarté-Bewegung war eine 1919 gegründete Friedensbewegung französischer Intellektueller mit europäischer Ausstrahlung.

## Geschichte
Die französischen Schriftsteller Henri Barbusse und Romain Rolland gründeten die Clarté-Bewegung 1919 in Paris, nach dem Ersten Weltkrieg, um einen Beitrag dafür zu leisten, dass sich ein solcher Krieg nicht wiederholen sollte. Der Name Clarté (deutsch Klarheit) geht auf einen Ausspruch des französischen Aufklärers Luc de Vauvenargues zurück: „La clarté est est la bonne foi des philosophes. (Die Klarheit ist der gute Glaube der Philosophen.)“
Der Bewegung schlossen sich u. a. die französischen Schriftsteller Georges Duhamel, Anatole France und Jules Romains, der deutsche Schriftsteller Heinrich Mann und die schwedische Schriftstellerin Karin Boye an.
In den 1920er Jahren gründeten sich auch in Belgien, Dänemark, Norwegen, Österreich und Schweden Gruppen von pazifistischen Intellektuellen nach dem Vorbild der Clarté-Bewegung.